# Вінстон Гарленд
Вінстон Кіннард Гарленд (англ. Winston Kinnard Garland, нар. 19 грудня 1964, Гері, Індіана, США) — американський професіональний баскетболіст, що грав на позиції розігруючого захисника за низку команд НБА.

## Ігрова кар'єра
Починав грати в баскетбол у команді старшої школи Теодора Рузвельта (Гері, Індіана). На університетському рівні грав за команду Міссурі Стейт (1985–1987). 
1987 року був обраний у другому раунді драфту НБА під загальним 40-м номером командою «Мілвокі Бакс». Проте відразу був обміняний до «Голден-Стейт Ворріорс», захищав кольори команди з Окленда протягом наступних 3 сезонів.
З 1990 по 1991 рік грав у складі «Лос-Анджелес Кліпперс».
1991 року перейшов до «Денвер Наггетс», у складі якої провів наступний сезон своєї кар'єри.
Наступною командою в кар'єрі гравця була «Х'юстон Рокетс», за яку він відіграв один сезон.
З 1994 по 1995 рік грав у складі італійської команди «Бенеттон Тревізо», разом з якою виграв Кубок Італії.
Останньою ж командою в кар'єрі гравця стала «Міннесота Тімбервулвз», до складу якої він приєднався 1994 року і за яку відіграв один сезон.